# Placobdella ornata
Placobdella ornata är en ringmaskart som först beskrevs av Addison Emery Verrill 1872.  Placobdella ornata ingår i släktet Placobdella och familjen broskiglar. Inga underarter finns listade i Catalogue of Life.